# La Règle du je
Pour les articles homonymes, voir La Règle du jeu (homonymie).
Pour plus de détails, voir Fiche technique et Distribution.
La Règle du je est un film français de Françoise Etchegaray sorti en 1992.